# 昂赞-圣欧班
昂赞-圣欧班（法語：Anzin-Saint-Aubin，法語發音：[ɑ̃zɛ̃ sɛ̃t‿obɛ̃]）是法国上法蘭西大區加来海峡省的一个市镇，属于阿拉斯区。

## 地理
昂赞-圣欧班（50°18'52"N, 2°44'40"E）面积5.13 平方千米，位于法国上法蘭西大區加来海峡省，该省份为法国北部沿海省份，西北濒北海，南至索姆省，东临北部省。
与昂赞-圣欧班接壤的市镇（或旧市镇、城区）包括：讷维尔圣瓦、马勒伊、圣卡特琳、阿拉斯、迪桑。

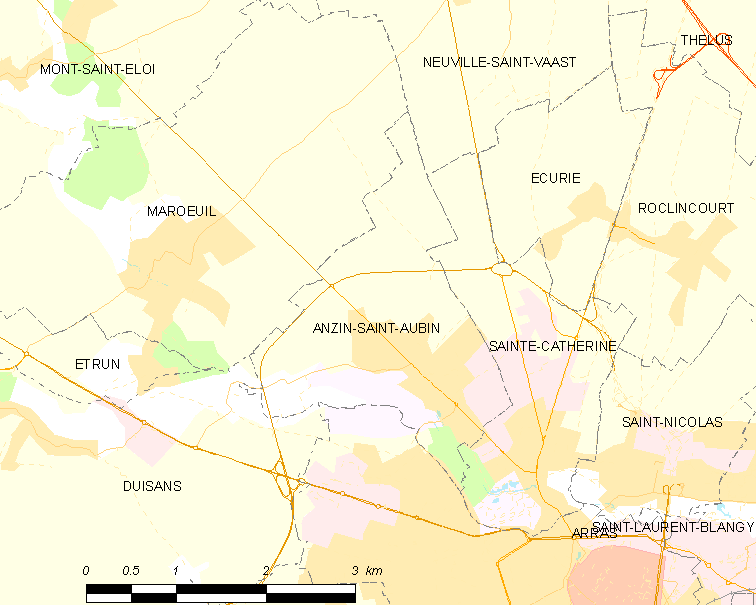
昂赞-圣欧班的OSM定位图

昂赞-圣欧班的时区为UTC+01:00、UTC+02:00（夏令时）。

## 行政
昂赞-圣欧班的邮政编码为62223，INSEE市镇编码为62037。

## 政治
昂赞-圣欧班所属的省级选区为阿拉斯第一县。

## 人口

1962-2008年间昂赞-圣欧班人口变化图示

昂赞-圣欧班于2022年1月1日时的人口数量为2833人。